# Ашматов, Фарходбек Бурхонжонович
Фарходбек Бурхонжонович Ашматов (24 апреля 1983 года, Андижанская область, Узбекская ССР) — узбекский юрист и политический деятель, депутат Законодательной палаты Олий Мажлиса Республики Узбекистан IV созыва. Член Демократической партии Узбекистана «Миллий Тикланиш».

## Биография
Фарходбек Ашматов окончил Ташкентский государственный юридический институт. В 2020 году избран в Законодательную палату Олий Мажлиса Республики Узбекистан IV созыва, а также назначен на должность члена Комитета вопросам обороны и безопасности Законодательной палаты Олий Мажлиса Республики Узбекистан.